# 2-フラノン
2-フラノンは複素環式化合物の一種である。γ-ヒドロキシイソクロトン酸から誘導されるラクトンであることから、γ-クロトノラクトンとも称する。最も単純なブテノライドであり、常温では無色の液体である。

## 合成と反応
フルフラールの酸化により得られる。
互変異性体の2-ヒドロキシフランとは平衡関係にある。相互変換は塩基により触媒される。
2段階の還元反応と、その後の脱水反応によりフランになる。